# بخش واشینگتن (شهرستان هریسون، اوهایو)
بخش واشینگتن (به انگلیسی: Washington Township) یک منطقهٔ مسکونی در ایالات متحده آمریکا است که در شهرستان هریسون، اوهایو واقع شده است. بخش واشینگتن ۸۱٫۹ کیلومتر مربع مساحت و ۶۳۸ نفر جمعیت دارد و ۲۶۲ متر بالاتر از سطح دریا واقع شده است.